# Vendôme
Vendôme település Franciaországban, Loir-et-Cher megyében. Lakosainak száma 15 566 fő (2022. január 1.). Vendôme Areines, Azé, Coulommiers-la-Tour, Crucheray, Naveil, Sainte-Anne, Saint-Ouen, Villerable és Villiers-sur-Loir községekkel határos.

## Népesség
A település népessége az elmúlt években az alábbi módon változott:
| Lakosok száma | 16 157 | 17 593 | 17 525 | 17 029 | 17 121 | 16 716 | 16 569 | 15 856 | 15 680 | 15 566 |
|               | 1968   | 1982   | 1990   | 2006   | 2013   | 2015   | 2017   | 2019   | 2020   | 2022   |